# Élections législatives turkmènes de 2013
Les élections législatives se sont déroulées le 15 décembre 2013 au Turkménistan pour élire 125 sièges. Le Parti démocratique du Turkménistan est le parti dominant du pays. Une nouvelle loi sur les partis politiques a été adoptée en janvier 2012. Le Parti des industriels et des entrepreneurs a été créé en août 2012.